# Юкон (остров)
Юкон (англ. Yukon Island) — остров в заливе Качемак, являющийся рукавом залива Кука, который в свою очередь — часть залива Аляска (северо-восток Тихого океана). Административно относится к боро Кенай, штат Аляска, США.

## География, описание
Остров Юкон имеет максимальный размер по линии север—юг ок. 2,25 км, по линии восток-запад — 1,9 км, его площадь составляет примерно 2,5 км², максимальная высота — около 150 метров над уровнем моря (в 1964 году он опустился примерно на 60 сантиметров в результате мощного землетрясения). Минимальное расстояние до материка — около 1,3 км. Вокруг Юкона разбросаны несколько более мелких, также необитаемых, островов: Хескет (ок. 650 м к юго-западу), Коэн (ок. 900 м к северо-востоку). В 12 километрах к северу, через пролив, расположен весьма крупный по местным меркам город Хомер (ок. 5000 жителей). Оттуда до Юкона регулярно ходят морские такси, так как есть много желающих провести своё свободное время на каяках в окрестностях острова.
Остров Юкон полностью покрыт лесом и не имеет постоянного населения. Самые распространённые деревья острова — ель ситхинская и тсуга.

## Археология, история
Остров представляет значительную археологическую ценность: на нём обнаружены многочисленные следы обитания доисторических жителей. Первое открытие такого рода было сделано в 1924 году, когда на острове были обнаружены останки женщины, жившей здесь много сотен лет назад. В 1930-х годах крупные изыскания на острове Юкон проводила известная этнолог, антрополог и археолог Фредерика де Лагуна, её работы внесли значительный вклад по изучению истории Аляски. 29 декабря 1962 года остров вошёл в список национальных исторических памятников Аляски и получил статус «Национальный исторический памятник США», а в 1966 году внесён в Национальный реестр исторических мест США. В 1970-х годах на небольшой части острова планировалось открыть исследовательский центр, однако именно на этом клочке земли вскоре были сделаны новые археологические находки, поэтому центр, площадью около 280 м², начал свою работу только в 1991 году. В нём посменно работают и учатся группы по 50—60 человек, имеется 24 спальных места.